# Кашино (Пушкіногорський район)
Кашино (рос. Кашино) — присілок в Пушкіногорському районі Псковської області Російської Федерації.
Населення становить 20 осіб. Входить до складу муніципального утворення Муніципальне утворення Пушкіногор'я.

## Історія
Від 2015 року входить до складу муніципального утворення Муніципальне утворення Пушкіногор'я.

## Населення
| 2001 | 2002 | 2010 |
| ---- | ---- | ---- |
| 18   | ↗22  | ↘20  |